# Castel San Lorenzo (vino)
Il Castel San Lorenzo è una DOC riservata ad alcuni vini la cui produzione è consentita nelle provincia di Salerno. I vini sono originari del paese di Castel San Lorenzo.

## Tipologie
- Castel San Lorenzo Barbera
- Castel San Lorenzo Barbera riserva
- Castel San Lorenzo bianco
- Castel San Lorenzo Moscato
- Castel San Lorenzo Moscato lambiccato
- Castel San Lorenzo Moscato spumante
- Castel San Lorenzo rosato
- Castel San Lorenzo rosso